# Georg Ernst II. von Gersdorff
Georg Ernst II. von Gersdorff (* 29. Oktober 1676; † 16. Dezember 1743) war Kammerjunker, Kammerherr und Amtshauptmann des Markgraftums Oberlausitz, sowie Grundherr. Durch ihn bekam die St. Annenkirche in Reichenbach einen neuen „Kopf“, außerdem legte er eine Kirchenbibliothek mit etwa 300, teils bedeutenden Werken an.

## Leben
Georg Ernst war ein Sohn des gleichnamigen Kriegsmannes Georg Ernst von Gersdorff und dessen Frau Sophie Tugendreich von Sander. Er entstammte damit der in der Oberlausitz weit verzweigten Familie Gersdorff.
Er besuchte das Gymnasium in Zittau 1793 und 1794, studierte dann, heiratete am 7. Januar 1705 Johanne Christiane Gottliebe von Warnsdorf a. d. H. Schönbrunn (* 21. Februar 1687; † 8. April 1714) und trat schließlich oder schon als verheirateter Mann in Braunschweigisch-Wolfenbüttelische Dienste, wovon er vor 1708 zurückkehrte.
Am 10. Juli 1706 wurde ihm Groß Krauscha für 13.500 Taler „abjudiziert“, also gerichtlich zugesprochen. Am 21. September 1713 wurde ihm auf seinen Gütern gehuldigt. Durch seinen Großvater Gottfried von Sander bzw. Heirat dessen Tochter gelangte Georg Ernst I. einst in den Besitz von Reichenbach, das nun Georg Ernst II. erbte. Georg Ernst besaß neben Krauscha auch Reichenbach, Oberdorf, Oehlisch („Oehlisch nebst anderen Gütern fiel nunmehr an der verblichenen Frau von Sander zweite Tochter, Sophie Tugendreich, welche sich im Jahre 1670 mit Georg Ernst von Gersdorf, aus dem Hause Mittel-Horka, vermählte, der seiner Gemahlin die Güter Oberreichenbach, Oberndorf und Oehlisch für 14,000 Thaler abkaufte. Georg Ernst von Gersdorf verschied im Jahre 1713 und ihn beerbte sein Sohn, der Landesbestallte der Oberlausitz Georg Ernst von Gersdorf.“), Kuppritz, Wuischke. Im Jahr 1712 wurde er Assessor judici ordinare und 1714 Landesbestallter.
Am 30. Dezember 1715 heiratete er ein zweites Mal, nachdem er sich am 22. September 1715 verlobt hatte, und zwar Margarethe Eleonore Elisabeth von Schwanitz (* 11. Oktober 1697; † 23. Juni 1745). Am 1. Mai 1716 verkaufte er Krauscha seiner Schwester Anna Sabina für 15.000 Reichstaler.
Im Jahr 1719 wurde er Landesältester. Am 9. Februar 1723 trat er sein Amt als Amtshauptmann an, wozu er im Vorjahr gewählt worden war. Am 23. Januar 1726 heiratete Ernesta Gottliebe, sein einziges Kind aus erster Ehe, den Appellationsrat Karl Gottlob von Kiesewetter. Georg Ernst verfasste dazu ein Gratulationsschreiben.
Am 1. Mai 1729 kaufte er von Heinrich Erhard von Oberländer für 14.200 Taler einen Teil von Niederreichenbach. Vor ihrem Tod im Jahr 1731 verkaufte Anna Sabina ihrem Bruder Georg Ernst das Gut Groß-Krauscha wieder, und zwar für 14.500 Taler. 1733 stieg er zum Kammerherren auf, am 19. April 1734 für 4.800 Taler kaufte er von seinem Bruder Gottfried einen weiteren, den Paulsdorff’schen Anteil von Niederreichenbach. Am 28. Januar 1737 bestimmte er Reichenbach, Oberdorf und Oehlisch zum Familienfideikommiss.
Aus seiner zweiten Ehe stammten zwei weitere Kinder, und zwar Sophia Erdmuthe (* 21. Dezember 1717; ⚭ Johann Adolf August von Warnsdorf. † 7. August 1786) und Georg Ernst (* 29. Juni 1720; † 7. Juli 1787), der wie sein Vater Kammerherr wurde und später zum Ritter geschlagen wurde.
Georg Ernsts II. Epitaph ist noch heute samt Porträts vom ihm und seiner Angehörigen an der Südwand der Johanneskirche in Reichenbach.